# Athlétisme aux Jeux olympiques d'été de 1972
Pour des articles plus généraux, voir Jeux olympiques d'été de 1972 et Athlétisme aux Jeux olympiques.
Navigation
Les épreuves d'athlétisme des Jeux olympiques d'été de 1972 ont eu lieu du 31 août au 10 septembre 1972 au Stade olympique de Munich, en République fédérale d'Allemagne. 1 324 athlètes issus de 104 nations ont pris part aux 38 épreuves du programme.

## Faits marquants
- Le 1 500 mètres, le 100 mètres haies et le relais 4 x 400 mètres féminins figurent pour la première fois au programme des Jeux olympiques.
- Doublé de Valeri Borzov qui remporte les 100 m et 200 m hommes ; Eddie Hart et Rey Robinson, les deux favoris du 100 mètres, sont éliminés dès les quarts de finale, car ils ne se sont pas présentés à l'heure pour l'épreuve.
- Doublé de Renate Stecher qui remporte les 100m et 200m (femmes)[1].
- Kipchoge Keino termine 2e du 1 500 m et gagne ainsi une 2e médaille après celle remportée d'or au 1 500 m en 1968, voir Jeux olympiques de 1968.
- Le Finlandais Lasse Virén réussit le doublé 5 000 - 10 000 m, il réalisera la même performance lors des Jeux olympiques de 1976.
- L'Américain Frank Shorter, qui est né à Munich, remporte la course du marathon dans sa ville natale.

## Résultats

### Hommes
| Épreuves | Or                                                                          | Argent                                                                                     | Bronze                                                                                |
| --- | --------------------------------------------------------------------------- | ------------------------------------------------------------------------------------------ | ------------------------------------------------------------------------------------- |
| 100 m détails | Valeriy Borzov 10 s 14                                                      | Robert Taylor 10 s 24                                                                      | Lennox Miller 10 s 33                                                                 |
| 200 m détails | Valeriy Borzov 20 s 00                                                      | Larry Black 20 s 19                                                                        | Pietro Mennea 20 s 30                                                                 |
| 400 m détails | Vince Matthews 44 s 66                                                      | Wayne Collett 44 s 80                                                                      | Julius Sang 44 s 92                                                                   |
| 800 m détails | Dave Wottle 1 min 45 s 9                                                    | Yevhen Arzhanov 1 min 45 s 9                                                               | Mike Boit 1 min 46 s 0                                                                |
| 1 500 m détails | Pekka Vasala 3 min 36 s 3                                                   | Kipchoge Keino 3 min 36 s 8                                                                | Rod Dixon 3 min 37 s 5                                                                |
| 5 000 m détails | Lasse Virén 13 min 26 s 4 (OR)                                              | Mohammed Gammoudi 13 min 27 s 4                                                            | Ian Stewart 13 min 27 s 6                                                             |
| 10 000 m détails | Lasse Virén 27 min 38 s 4 (WR)                                              | Emiel Puttemans 27 min 39 s 6                                                              | Miruts Yifter 27 min 41 s 0                                                           |
| Marathon détails | Frank Shorter 2 h 12 min 19 s 8                                             | Karel Lismont 2 h 14 min 31 s 8                                                            | Mamo Wolde 2 h 15 min 8 s 4                                                           |
| 110 m haies détails | Rod Milburn 13 s 24 (WR)                                                    | Guy Drut 13 s 34                                                                           | Thomas Hill 13 s 48                                                                   |
| 400 m haies détails | John Akii-Bua 47 s 82 (WR)                                                  | Ralph Mann 48 s 51                                                                         | David Hemery 48 s 52                                                                  |
| 3 000 m steeple détails | Kipchoge Keino 8 min 23 s 6 (OR)                                            | Ben Jipcho 8 min 24 s 6                                                                    | Tapio Kantanen 8 min 24 s 8                                                           |
| 4 × 100 m détails | États-Unis Larry Black Robert Taylor Gerald Tinker Edward Hart 38 s 19 (WR) | Union soviétique Aleksandr Kornelyuk Vladimir Lovetsky Juris Silovs Valeriy Borzov 38 s 50 | Allemagne de l'Ouest Jobst Hirscht Karlheinz Klotz Gerhard Wucherer Klaus Ehl 38 s 79 |
| 4 × 400 m détails | Kenya Charles Asati Hezahiah Nyamau Robert Ouko Julius Sang 2 min 59 s 8    | Grande-Bretagne Martin Reynolds Alan Pascoe David Hemery David Jenkins 3 min 0 s 5         | France Gilles Bertould Daniel Velasques Francis Kerbiriou Jacques Carette 3 min 0 s 7 |
| 20 km marche détails | Peter Frenkel 1 h 26 min 42 s 4                                             | Volodymyr Holubnychy 1 h 26 min 55 s 2                                                     | Hans-Georg Reimann 1 h 27 min 16 s 6                                                  |
| 50 km marche détails | Bernd Kannenberg 3 h 56 min 11 s 6 (WR)                                     | Veniamin Soldatenko 3 h 58 min 24 s 0                                                      | Larry Young 4 h 0 min 46 s 0                                                          |
| Saut en longueur détails | Randy Williams 8,24 m                                                       | Hans Baumgartner 8,18 m                                                                    | Arnie Robinson 8,03 m                                                                 |
| Triple saut détails | Viktor Saneïev 17,35 m                                                      | Jörg Drehmel 17,31 m                                                                       | Nelson Prudêncio 17,05 m                                                              |
| Saut en hauteur détails | Jüri Tarmak 2,23 m                                                          | Stefan Junge 2,21 m                                                                        | Dwight Stones 2,21 m                                                                  |
| Saut à la perche détails | Wolfgang Nordwig 5,50 m (OR)                                                | Bob Seagren 5,40 m                                                                         | Jan Johnson 5,35 m                                                                    |
| Lancer du poids détails | Władysław Komar 21,18 m (OR)                                                | George Woods 21,17 m                                                                       | Hartmut Briesenick 21,14 m                                                            |
| Lancer du disque détails | Ludvík Daněk 64,40 m                                                        | Jay Silvester 63,50 m                                                                      | Ricky Bruch 63,40 m                                                                   |
| Lancer du marteau détails | Anatoliy Bondarchuk 75,50 m (OR)                                            | Jochen Sachse 74,96 m                                                                      | Vasiliy Khmelevskiy 74,04 m                                                           |
| Lancer du javelot détails | Klaus Wolfermann 90,48 m (OR)                                               | Jānis Lūsis 90,46 m                                                                        | William Schmidt 84,42 m                                                               |
| Décathlon détails | Mykola Avilov 8 454 pts (WR)                                                | Leonid Lytvynenko 8 035 pts                                                                | Ryszard Katus 7 984 pts                                                               |
| Records et Performances - AR : Record continental (area record) - CR : Record des championnats (championship record) - MR : Record du meeting (meet record) - NR : Record national (national record) - OR : Record olympique (olympic record) - PR : Record paralympique (paralympic record) - PB : Record personnel (personal best) - SB : Meilleure performance personnelle de la saison (season's best) - WL : Meilleure performance mondiale de l'année (world leader) - WJR : Record du monde junior (world junior record) - WR : Record du monde (world record) Circonstances et Conditions - DNF : N'a pas terminé (did not finish) - DNS : N'a pas pris le départ (did not start) - DQ : Disqualification (disqualification) - NM : Aucun essai valable enregistré (No Mark) - Q : Qualifié « directement » au prochain tour (ou à la prochaine compétition), lors d'une compétition majeure, grâce au classement ou à la réalisation des minima (automatic qualifier) - q : Qualifié au prochain tour (ou à la prochaine compétition), lors d'une compétition majeure, grâce au repêchage ou à la réalisation de l'une des meilleures performances parmi celles des « non qualifiés directement » (grâce au meilleur temps ou à la meilleure distance par exemple) (secondary qualifier) |                                                                             |                                                                                            |                                                                                       |

### Femmes
| Épreuves | Or | Argent                                                                                     | Bronze                                                                                   |
| --- | --- | ------------------------------------------------------------------------------------------ | ---------------------------------------------------------------------------------------- |
| 100 m détails | Renate Stecher 11 s 07 (WR)                                                                              | Raelene Boyle 11 s 23                                                                      | Silvia Chivás 11 s 24                                                                    |
| 200 m détails | Renate Stecher 22 s 40 (WR)                                                                              | Raelene Boyle 22 s 45                                                                      | Irena Szewińska 22 s 74                                                                  |
| 400 m détails | Monika Zehrt 51 s 08 (OR)                                                                                | Rita Wilden 51 s 21                                                                        | Kathy Hammond 51 s 64                                                                    |
| 800 m détails | Hildegard Falck 1 min 58 s 55 (OR)                                                                       | Nijolė Sabaitė 1 min 58 s 65                                                               | Gunhild Hoffmeister 1 min 59 s 19                                                        |
| 1 500 m détails | Lyudmila Bragina 4 min 1 s 4 (WR)                                                                        | Gunhild Hoffmeister 4 min 2 s 8                                                            | Paola Cacchi 4 min 2 s 9                                                                 |
| 100 m haies détails | Annelie Ehrhardt 12 s 59 (WR)                                                                            | Valeria Bufanu 12 s 84                                                                     | Karin Balzer 12 s 90                                                                     |
| 4 × 100 m détails | Allemagne de l'Ouest Christiane Krause Ingrid Mickler Annegret Richter Heidemarie Rosendahl 42 s 81 (WR) | Allemagne de l'Est Evelin Kaufer Christina Heinich Bärbel Struppert Renate Stecher 42 s 95 | Cuba Marlene Elejalde Carmen Valdés Fulgencia Romay Silvia Chibás 43 s 36                |
| 4 × 400 m détails | Allemagne de l'Est Dagmar Käsling Rita Kühne Helga Seidler Monika Zehrt 3 min 23 s 0 (WR)                | États-Unis Mable Fergerson Madeline Manning Cheryl Toussaint Kathy Hammond 3 min 25 s 2    | Allemagne de l'Ouest Anette Rückes Inge Bödding Hildegard Falck Rita Wilden 3 min 26 s 5 |
| Saut en longueur détails | Heidemarie Rosendahl 6,78 m                                                                              | Diana Yorgova 6,77 m                                                                       | Eva Šuranová 6,67 m                                                                      |
| Saut en hauteur détails | Ulrike Meyfarth 1,92 m (WR)                                                                              | Yordanka Blagoeva 1,88 m                                                                   | Ilona Gusenbauer 1,88 m                                                                  |
| Lancer du poids détails | Nadezhda Chizhova 21,03 m (WR)                                                                           | Margitta Gummel 20,22 m                                                                    | Ivanka Hristova 19,35 m                                                                  |
| Lancer du disque détails | Faïna Melnyk 66,62 m (OR)                                                                                | Argentina Menis 65,06 m                                                                    | Vasilka Stoeva 64,34 m                                                                   |
| Lancer du javelot détails | Ruth Fuchs 63,88 m (OR)                                                                                  | Jacqueline Todten 62,54 m                                                                  | Kathy Schmidt 59,94 m                                                                    |
| Pentathlon détails | Mary Peters 4 801 pts (WR)                                                                               | Heidemarie Rosendahl 4 791 pts                                                             | Burglinde Pollak 4 768 pts                                                               |
| Records et Performances - AR : Record continental (area record) - CR : Record des championnats (championship record) - MR : Record du meeting (meet record) - NR : Record national (national record) - OR : Record olympique (olympic record) - PR : Record paralympique (paralympic record) - PB : Record personnel (personal best) - SB : Meilleure performance personnelle de la saison (season's best) - WL : Meilleure performance mondiale de l'année (world leader) - WJR : Record du monde junior (world junior record) - WR : Record du monde (world record) Circonstances et Conditions - DNF : N'a pas terminé (did not finish) - DNS : N'a pas pris le départ (did not start) - DQ : Disqualification (disqualification) - NM : Aucun essai valable enregistré (No Mark) - Q : Qualifié « directement » au prochain tour (ou à la prochaine compétition), lors d'une compétition majeure, grâce au classement ou à la réalisation des minima (automatic qualifier) - q : Qualifié au prochain tour (ou à la prochaine compétition), lors d'une compétition majeure, grâce au repêchage ou à la réalisation de l'une des meilleures performances parmi celles des « non qualifiés directement » (grâce au meilleur temps ou à la meilleure distance par exemple) (secondary qualifier) | |                                                                                            |                                                                                          |

## Tableau des médailles
| Rang | Nation               | Or | Argent | Bronze | Total |
| ---- | -------------------- | -- | ------ | ------ | ----- |
| 1    | Union soviétique     | 9  | 7      | 1      | 17    |
| 2    | Allemagne de l'Est   | 8  | 7      | 5      | 20    |
| 3    | États-Unis           | 6  | 8      | 8      | 22    |
| 4    | Allemagne de l'Ouest | 6  | 3      | 2      | 11    |
| 5    | Finlande             | 3  | 0      | 1      | 4     |
| 6    | Kenya                | 2  | 2      | 2      | 6     |
| 7    | Royaume-Uni          | 1  | 1      | 2      | 4     |
| 8    | Pologne              | 1  | 0      | 2      | 3     |
| 9    | Tchécoslovaquie      | 1  | 0      | 1      | 2     |
| 10   | Ouganda              | 1  | 0      | 0      | 1     |
| 11   | Bulgarie             | 0  | 2      | 2      | 4     |
| 12   | Australie            | 0  | 2      | 0      | 2     |
| 12   | Belgique             | 0  | 2      | 0      | 2     |
| 12   | Roumanie             | 0  | 2      | 0      | 2     |
| 15   | France               | 0  | 1      | 1      | 2     |
| 16   | Tunisie              | 0  | 1      | 0      | 1     |
| 17   | Cuba                 | 0  | 0      | 2      | 2     |
| 17   | Éthiopie             | 0  | 0      | 2      | 2     |
| 17   | Italie               | 0  | 0      | 2      | 2     |
| 20   | Autriche             | 0  | 0      | 1      | 1     |
| 20   | Brésil               | 0  | 0      | 1      | 1     |
| 20   | Jamaïque             | 0  | 0      | 1      | 1     |
| 20   | Nouvelle-Zélande     | 0  | 0      | 1      | 1     |
| 20   | Suède                | 0  | 0      | 1      | 1     |